# Universidad Católica San Antonio de Murcia
La Universidad Católica San Antonio, conocida también como Universidad Católica de Murcia (UCAM), es una universidad privada, católica, ubicada en Guadalupe, pedanía del municipio de Murcia (España). Es propiedad de la Fundación Universitaria San Antonio que, al igual que la universidad, lleva el nombre de su patrón, San Antonio de Padua. La presidenta actual es María Dolores García Mascarell, viuda de su fundador José Luis Mendoza.
Cuenta con más de 20 000 estudiantes y alrededor de 1000 profesores.

## Historia
Fue erigida canónicamente en 1996 de conformidad con el artículo 3.3. de la constitución apostólica Ex Corde Ecclesiae del papa Juan Pablo II de 15 de agosto de 1990.

## Campus

### Sedes y centros
Tiene campus en Murcia y Cartagena y ofrece también formación a distancia. 
- Murcia. Su campus principal, denominado campus de Los Jerónimos, se ubica a 4 km del núcleo urbano de la ciudad de Murcia, en el Monasterio de Los Jerónimos (siglo XVIII), que, junto con su iglesia barroca, está declarado Monumento Histórico-Artístico Nacional. Ocupa una superficie aproximada de 25 000 metros cuadrados (14 500 construidos) y próximamente contará con una anexión de otros 200 000 destinados a jardines, aparcamiento, instalaciones deportivas y residencia universitaria.
- Cartagena. El campus de Cartagena, se ubica en el antiguo cuartel de Los Dolores.

## Centros docentes
- Facultad de Derecho
- Facultad de Economía y Empresa
- Escuela Politécnica Superior
- Facultad de Medicina y Odontología
- Facultad de Deporte
- Facultad de Enfermería
- Facultad de Farmacia y Nutrición
- Facultad de Fisioterapia, Terapia Ocupacional y Podología
- Facultad de Educación
- Facultad de Ciencias Sociales y de la Comunicación
- Facultad de Ciencias de la Salud

## Ranking
En 2017 la UCAM se encontraba en la primera posición del ranking de la Unión Europea "U-Multirank", como la mejor universidad de Europa para estudiar Informática y Psicología, destacando sobre las 850 universidades evaluadas, y apareciendo además en el puesto 16 de universidades españolas, la primera de la Región de Murcia. El grado en Ingeniería Civil aparecía en la sexta posición europea.
En 2019, el ranking Times Higher Education posicionó a la UCAM como la trigésimo séptima universidad en España en calidad de enseñanza y la ubicó en el puesto 151-200 en The Europe Teaching Rankings.

## Deportes

### Deporte universitario

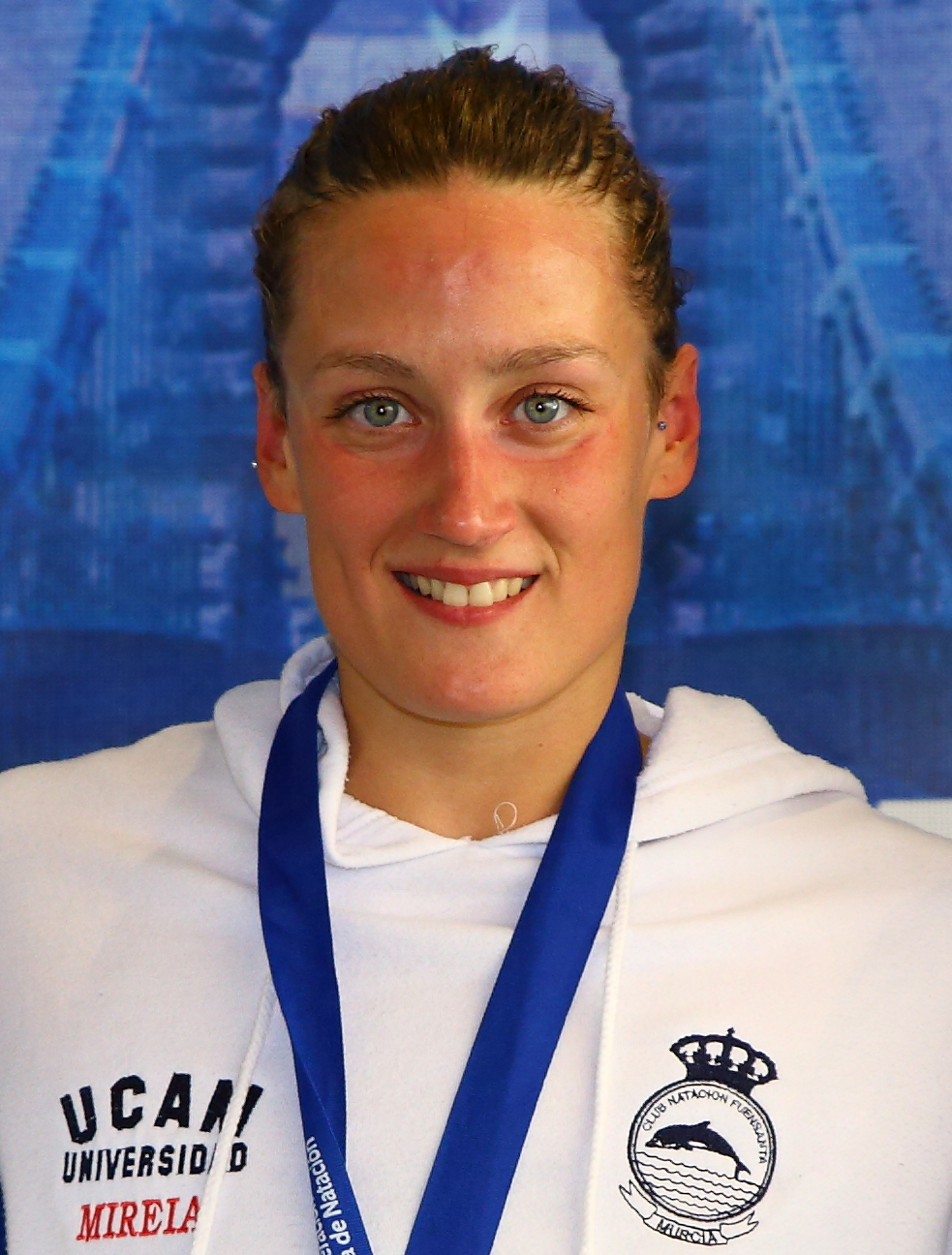
Mireia Belmonte durante el Campeonato de España Absoluto de natación de 2017

La UCAM cuenta con varios medallistas olímpicos, como Mireia Belmonte, Saul Craviotto, Carolina Marín, Ruth Beitia, Lidia Valentín o Joel González,
de hecho, 11 de las 17 medallas conseguidas por España en los Juegos Olímpicos de Río de Janeiro 2016 pertenecen a deportistas becados por la UCAM.
En competiciones universitarias, es decir, aquellas en las que solo compiten equipos formados por estudiantes matriculados el titulaciones universitarias oficiales por la ANECA, la UCAM cuenta con equipos prácticamente en todas las disciplinas y ha dominado las últimas ediciones de disciplinas deportivas como el Campeonato de España Universitario de Baloncesto Masculino o el Campeonato Náutico de Piragüismo.

### Deporte federado
La UCAM patrocina 16 equipos federados. Entre estos equipos destacan el Club Baloncesto UCAM Murcia, el UCAM Murcia Club de Fútbol y el UCAM Voley Murcia.

### Esports
Cuenta con una sección de esports. Entre sus logros destacan un campeonato de la Superliga LVP de League of Legends en 2021.

## Emblemas
Los emblemas de la Universidad Católica San Antonio vienen descritos en el Artículo 9.º de sus estatutos:
- "El escudo de la Universidad es un óvalo doble dentro del cual se inserta, arriba, la inscripción "Universidad Católica San Antonio" y, abajo, la inscripción "A.D. MCMXCVI", año de su fundación; en el interior del doble óvalo se inserta, arriba, el lema de la Universidad, "In Libertatem Vocati" del apóstol San Pablo, y, en el centro, la imagen arrodillada de San Antonio de Padua con el Niño Jesús en su brazos."
- "La bandera de la Universidad es de color verde mar, signo de la virtud teologal de la esperanza, con el escudo de la Universidad en su centro."

## Iradio UCAM
Iradio UCAM es la radio de la Universidad Católica San Antonio de Murcia, un proyecto impulsado desde la Facultad de Comunicación a partir del curso académico 2009/10. 

## Evangelización y voluntariado
La UCAM es sede del Instituto Internacional de Caridad y Voluntariado Juan Pablo II patrocinado por el Pontificio Consejo "Cor Unum" que organiza un campus universitario de trabajo en Pachacútec, poblado del Distrito de Ventanilla (Perú).